# 1re division (armée impériale japonaise)
Pour les articles homonymes, voir 1re division.
La 1re division (第1師団, Dai-ichi shidan) est une unité d'infanterie de l'armée impériale japonaise. Son nom de code est Division Jade (玉兵団, Gyoku-heidan). Elle est formée à Tokyo en janvier 1871 en tant que garnison de Tokyo (東京鎮台, Tōkyō chindai), l'un des six commandements créés dans la nouvelle armée impériale. La garnison de Tokyo est responsable des régions orientales de l'île de Honshū (région du Kantō), avec pour centre la zone métropolitaine de Tokyo. Les six commandements régionaux sont transformés en divisions lors d'une réorganisation de l'armée le 14 mai 1888 sur les recommandations du conseiller étranger allemand Jacob Meckel.

## Histoire
En tant que l'une des plus anciennes divisions de l'armée impériale japonaise, la 1re division participe à la première guerre sino-japonaise et la guerre russo-japonaise.
Après ces conflits, elle retourne à Tokyo et ouvre des quartiers-généraux permanent dans le quartier d'Aoyama le 15 juin 1918. L'incident du 26 février 1936 est une tentative de coup d'État menée par des éléments de la 1re division à Tokyo. En raison de la situation volatile sur la frontière soviétique durant les conflits frontaliers soviéto-japonais, la 1re division est envoyée à la frontière entre le Mandchoukouo et l'Union soviétique sous le commandement de l'armée du Guandong. Elle participe à l'incident de l'île Kanchazu (en) durant lequel les Soviétiques sont repoussés avec succès le 30 juin 1937. Le 1er septembre 1937, une 101e division spéciale est créée pour devenir la garnison de Tokyo à la place de la 1re division. Plus tard, une partie de la 1re division participe au désastreux incident de Nonomhan en 1939.
En 1944, la division est réassignée aux Philippines pour participer à la guerre du Pacifique et est d'abord basée à Manille où elle forme le cœur de la 14e armée régionale du général Tomoyuki Yamashita. Ayant reçu l'ordre de s'opposer à la ré-occupation de l'île de Leyte par les forces américaines et philippines, la 1re division débarque à Ormoc sur la côte ouest le 1er novembre 1944. Les ordres sont de se déplacer en hauteur jusqu'à la route no 2 vers Carigara et de sécuriser la moitié nord de l'île. Cependant, les forces américaines et philippines ont déjà capturé Carigana, et les bombardements américains privent la 1re division de sa chaîne d'approvisionnement et de renforts. Incapable d'atteindre Carigara, les Japonais fortifient des collines et des crêtes le long de la route et défendent ces zones contre l'offensive des alliés du 7 novembre 1944 au 12 décembre 1944 lors de violents combats, dont l'un en plein typhon. La bataille de Leyte est finalement gagnée par les forces américaines et philippines, et des 11 000 soldats japonais, seuls 800 sont évacués vers Cebu en janvier 1945. Finalement, la 1re division cesse d'exister comme unité opérationnelle. Des restes de la division participent à la bataille de Cebu (en).